# Sérgio Godinho

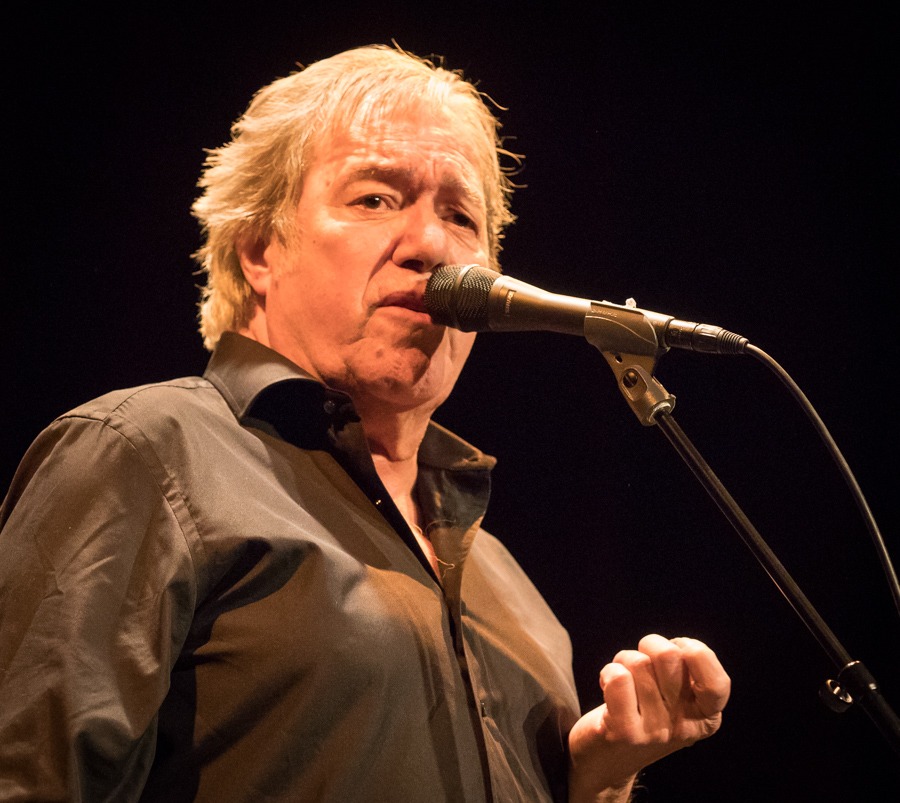
Sergio Godinho (2017)

Sérgio Godinho (* 31. August 1945 in Porto) ist ein portugiesischer Poet, Musiker, Komponist und Sänger. Er trat auch in Fernsehserien und Theaterstücken auf und machte sich als Theaterregisseur einen Namen. Gelegentlich tritt er auch als Schauspieler auf, etwa zuletzt seine ungewöhnliche Nebenrolle in Refrigerantes e Canções de Amor (2016).

## Geschichte
Im Alter von 20 Jahren verließ Sérgio Godinho Portugal und kehrte erst nach dem Ende der Kolonialkriege Portugals nach neun Jahren aus dem Exil zur Nelkenrevolution 1974 in sein Land zurück. Die meiste Zeit verbrachte er in Paris, wo er zwei Jahre im Musical „Hair“ mitwirkte und Kontakt zu anderen Musikern im Exil pflegte wie José Mário Branco, Zeca Afonso und Luís Cília. Außerdem lebte er in Amsterdam, Brasilien und Vancouver. Noch in seinem Pariser Exil nahm er in den Jahren 1971 zusammen mit José Mário Branco die LP Mudam-se os tempos mudam-se as vontades und 1972 die Solo-Alben Os sobreviventes und Pré-histórias auf.
Trotz der in Portugal existierenden Zensur gewannen diese Alben in Portugal an Popularität und das Album Os sobreviventes (die Überlebenden) wurde sogar zur Schallplatte des Jahres gewählt.

## Diskografie

### Studioalben
| Jahr | Titel                | Höchstplatzierung, Gesamtwochen, AuszeichnungChartsChartplatzierungen (Jahr, Titel, Platzierungen, Wochen, Auszeichnungen, Anmerkungen) | Anmerkungen                                 |
| Jahr | Titel                | PT | Anmerkungen                                 |
| ---- | -------------------- | --- | ------------------------------------------- |
| 1971 | Os sobreviventes     | PT48 (1 Wo.)PT | Charteinstieg erst 2018                     |
| 1974 | À queima-roupa       | PT41 (1 Wo.)PT | Charteinstieg erst 2018                     |
| 2003 | O irmão do meio      | PT1 Gold · (22 Wo.)PT |                                             |
| 2006 | Ligação directa      | PT2 Gold · (9 Wo.)PT |                                             |
| 2009 | Três cantos: Ao vivo | PT1 (13 Wo.)PT | mit Mário Branco & Fausto                   |
| 2010 | Equador              | PT18 (3 Wo.)PT | mit Rodrigo Leão                            |
| 2011 | Mútuo consentimento  | PT1 (12 Wo.)PT |                                             |
| 2013 | Caríssimas canções   | PT6 (8 Wo.)PT |                                             |
| 2014 | Liberdade            | PT14 (3 Wo.)PT |                                             |
| 2018 | Nação valente        | PT1 (35 Wo.)PT |                                             |
| 2019 | Canções de Roda      | PT1 (30 Wo.)PT | mit Ana Bacalhau, Jorge Benvinda & Vitorino |

grau schraffiert: keine Chartdaten aus diesem Jahr verfügbar
Weitere Alben
- 1972: Pré-histórias
- 1976: De pequenino se torce o destino
- 1978: Pano-cru
- 1979: Campolide
- 1981: Canto da boca
- 1983: Coincidências
- 1984: Salão de festas
- 1986: Na vida real
- 1988: Os amigos de Gaspar
- 1989: Aos amores
- 1993: Tinta permanente
- 1997: Domingo no mundo
- 2000: Lupa

### Livealben
| Jahr | Titel                      | Höchstplatzierung, Gesamtwochen, AuszeichnungChartsChartplatzierungen (Jahr, Titel, Platzierungen, Wochen, Auszeichnungen, Anmerkungen) | Anmerkungen                               |
| Jahr | Titel                      | PT | Anmerkungen                               |
| ---- | -------------------------- | --- | ----------------------------------------- |
| 2008 | Nove e Meia no Maria Matos | PT7 (3 Wo.)PT | mit Os Assessores                         |
| 2020 | Ao vivo no São Luiz        | PT4 (15 Wo.)PT | mit dem Orquestra Metropolitana de Lisboa |

Weitere Livealben
- 1995: Noites passadas
- 1996: O elixir da eterna juventude
- 1998: Rivolitz
- 2001: Afinidades

### Kompilationen
| Jahr | Titel                                | Höchstplatzierung, Gesamtwochen, AuszeichnungChartsChartplatzierungen (Jahr, Titel, Platzierungen, Wochen, Auszeichnungen, Anmerkungen) | Anmerkungen |
| Jahr | Titel                                | PT | Anmerkungen |
| ---- | ------------------------------------ | --- | ----------- |
| 2004 | 71 - 86 - O melhor de Sergio Godinho | PT24 (4 Wo.)PT |             |

Weitere Kompilationen
- 1985: Era uma vez um rapaz
- 1990: Escritor de canções
- 2001: Biografias do amor
- 2004: Setenta e Um – Oitenta e Seis – O melhor de Sérgio Godinho

### Videoalben
- 2006: Sérgio Godinho – De Volta ao Coliseu

## Bibliografie
- Retrovisor – Uma Biografia Musical de Sérgio Godinho. Assírio & Alvim, 2006, ISBN 978-972-37-1097-7.